# عسیرات، قنا
عسیرات (به عربی: العسيرات)، روستایی از توابع فرشوط در استان قنا و کشور مصر است.

## جمعیت
براساس سرشماری سال ۲۰۰۶ مصر، جمعیت آن ۹۰۸۳ نفر(۴۶۲۲ مرد و ۴۴۶۱  زن) بوده‌است.